# Praeter legem
Praeter legem (lat. am Recht vorüber, außerhalb des Gesetzes) ist ein Rechtsbegriff aus der Rechtswissenschaft. Er bedeutet, dass ein Sachverhalt so unter den Wortlaut einer Norm subsumiert wird, dass die Subsumption im Rahmen der zulässigen Auslegungsbreite (grammatische, teleologische, historische und systematische Interpretation) der Norm liegt, aber auch abgelehnt werden kann. Dies ist beispielsweise der Fall, wenn in einer juristischen Diskussion eine Ansicht nicht vom Wortsinn der Norm gedeckt ist, ihr aber auch nicht entgegensteht (contra legem). Ursächlich sind oft neu hervortretende rechtstatsächliche Entwicklungen, die im aktuellen Recht (noch) nicht abgebildet sind. 
Prominente Beispiele sind im zivilrechtlichen Bereich der Factoringvertrag und die Sicherungsübereignung oder im öffentlich-rechtlichen Zusammenhang die Anwendung der Rasterfahndung in den 1970er Jahren in Deutschland.